# Ле Ређине (Пистоја)
Ле Ређине је насеље у Италији у округу Пистоја, региону Тоскана.
Према процени из 2011. у насељу је живело 141 становника. Насеље се налази на надморској висини од 1255 м.